# 고노 마사하루

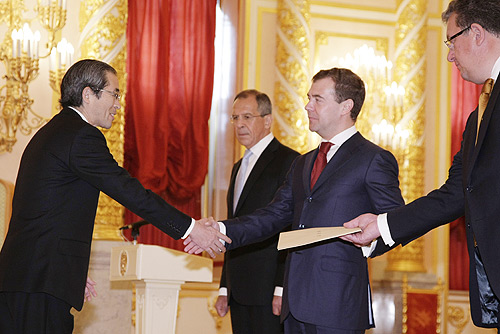
2009년 5월, 드미트리 메드베데프 러시아 대통령에게 신임장을 전달하는 고노 마사하루(왼쪽)

고노 마사하루(일본어: 河野 雅治, 1948년 12월 ~ )는 일본의 외교관이다. 2009년부터 2011년까지 주러시아 특명전권대사, 2011년부터 2014년까지 주이탈리아 특명전권대사를 역임했다.

## 인물
히로시마현 출신으로 1973년 도쿄 대학 법학부를 졸업한 뒤 외무성에 입성했다. 부인 노리코는 시부사와 에이이치의 증손이다.

## 주요 경력
- 1973년 : 외무성 입성
  - 어학 연수(미국)
  - 외무성 북미국 북미제1과장 보좌
  - 외무성 아시아국 남동아시아제2과 수석사무관
  - 주싱가포르 일본대사관 1등 서기관
  - 유럽 공동체 일본정부대표부 1등 서기관
- 1989년 : 외무성 아시아국 남동아시아제1과장
- 1991년 : 내각관방장관 비서관(가토 고이치, 고노 요헤이, 다케무라 마사요시 각 내각관방장관)
- 1994년 : 외무성 북미국 북미제1과장
- 1996년 : 주영국 일본대사관 공사 겸 런던 총영사
- 1998년 : 주미국 일본대사관 공사
- 2000년 : 외무성 대신관방 참사관(아시아국 겸 북미국 담당)
- 2000년 : 대신관방 심의관(종합외교정책국 담당)
- 2001년 : 로스앤젤레스 총영사
- 2003년 : 외무성 중동 아프리카국 아프리카 심의관
- 2005년 : 종합외교정책국장
- 2007년 1월 : 외무심의관(경제 담당)
- 2009년 4월 : 주러시아 특명전권대사
- 2011년 3월 : 주이탈리아 특명전권대사(주알바니아, 주산마리노, 주몰타 특명전권대사 겸임)
- 2014년 9월 16일 : 정년 퇴임, 중동 지역 및 유럽 지역에 관련된 여러 문제에 관한 관계국 정부 등과 협상하기 위한 일본 정부 대표[1]
- 2014년 1월 : 공익재단법인 도쿄 올림픽·패럴림픽 경기 대회 조직위원회 이사
- 2014년 10월 1일 : 주식회사 미쓰이스미토모 은행 고문[2]
- 2015년 5월 27일 : 주식회사 도토루 니치레스 홀딩스 이사[3]
- 2015년 6월 26일 : 주식회사 미쓰이스미토모 파이낸셜 그룹 이사[4]